# Боян Міовський
Бо́ян Міо́вський (мак. Бојан Миовски; нар. 24 червня 1999, Штип) — македонський футболіст, нападник іспанського клубу «Жирона» і збірної Північної Македонії.

## Клубна кар'єра
Вихованець клубу «Брегалниця» зі свого рідного міста. 19 лютого 2017 року в матчі проти «Ренови» дебютував у Першій лізі. 14 травня в поєдинку проти «Побєди» забив свій перший гол за «Брегалницю». В тому ж році приєднався до молодіжної команди клубу «Работнічкі». 12 серпня в матчі проти «Ренови» дебютував за основний склад команди. В тому ж році на правах оренди виступав за молодіжний склад азербайджанського «Карабаха». Влітку 2018 року перейшов у клуб «Македонія Гьорче Петров». У матчі проти «Шкендії» дебютував за новий клуб. 10 листопада в поєдинку проти «Беласиці» забив свій перший гол за «Македонія Гьорче Петров».
На початку 2019 року приєднався до «Ренови». 24 квітня в матчі проти «Сілекса» дебютував за нову команду. В тій ж зустрічі забив свій перший гол за «Ренову».

### МТК
3 липня 2020 року перейшов в угорський МТК. 13 вересня дебютував за МТК в матчі чемпіонату Угорщини проти «Залаегерсега», замінивши Даніеля Геру. 19 вересня в поєдинку Кубка Угорщини проти «Епітока» забив свої перші голи за МТК, оформивши дубль. Свій перший м'яч в чемпіонаті Угорщини забив 2 жовтня у ворота клубу Будафок МТЕ.

### «Абердін»
23 червня 2022 року підписав чотирирічний контракт з шотландським клубом Прем'єршипу «Абердіном». 24 липня дебютував за «Абердін» в матчі Кубка шотландської ліги проти «Рейт Роверз», в якому також відзначився своїм першим забитим голом, реалізувавши пенальті. 31 липня в поєдинку проти «Селтіка» дебютував у Прем'єршипі, вийшовши в стартовому складі. 6 серпня в матчі з «Сент-Мірреном» забив свої перші голи в Прем'єршипі, відзначившись дублем. В своєму дебютному сезоні забив 18 голів у 40 поєдинках за «Абердін», допомігши команді посісти 3-тє місце в чемпіонаті та здобути право грати в єврокубках.
24 серпня 2024 року дебютував в єврокубках в матчі кваліфікації Ліги Європи УЄФА проти шведського «Геккена», в якому також забив гол. 4 листопада того ж року в поєдинку півфіналу Кубка шотландської ліги забив переможний м'яч у ворота «Гіберніана», вивівши свою команду у фінал турніру. Грав у фінальному матчі, що відбувся 17 грудня, в якому «Абердін» мінімально поступився «Рейнджерс» з рахунком 0–1.

### «Жирона»
15 серпня 2024 року перейшов в іспанський клуб «Жирона», підписавши чотирирічний контракт. Сума трансферу становила 6,5 млн фунтів, що стало рекордним продажем для «Абердина». 25 серпня дебютував за «Жирону» в матчі Ла-Ліги проти мадридського «Атлетіко», вийшовши на заміну Абелю Руїсу. 2 жовтня в поєдинку проти нідерландського «Феєнорда» дебютував у Лізі чемпіонів УЄФА, вийшовши в стартовому складі. 30 жовтня 2024 року в матчі Кубка Іспанії проти клубу «Естремадура 1924» забив свої перші голи за «Жирону», оформивши дубль. 23 листопада того ж року в поєдинку проти «Еспаньйола» забив два м'ячі, вперше відзначившись у Ла-Лізі.

## Кар'єра в збірній
Виступав за збірні Північної Македонії до 19 і до 21 року.
25 серпня 2021 року вперше викликаний до збірної Північної Македонії головним тренером Благоєю Мілевським для участі в матчах відбіркового турніру до чемпіонату світу 2022 проти збірних Вірменії, Ісландії та Румунії. 8 жовтня того ж року дебютував за збірну Північної Македонії у відбірковому матчі до чемпіонату світу 2022 проти збірної Ліхтенштейну, вийшовши на заміну Милану Ристовському.
12 червня 2022 року забив свій перший гол за збірну Північної Македонії у поєдинку Ліги націй УЄФА, відзначившись у воротах збірної Гібралтару.

## Статистика виступів

### Клубна статистика
Станом на 10 травня 2025
| Клуб                    | Сезон             | Чемпіонат                | Чемпіонат | Чемпіонат | Кубок | Кубок | Кубок ліги | Кубок ліги | Єврокубки | Єврокубки | Всього | Всього |
| Клуб                    | Сезон             | Дивізіон                 | Матчі     | Голи      | Матчі | Голи  | Матчі      | Голи       | Матчі     | Голи      | Матчі  | Голи   |
| ----------------------- | ----------------- | ------------------------ | --------- | --------- | ----- | ----- | ---------- | ---------- | --------- | --------- | ------ | ------ |
| Брегальниця (Штип)      | 2016–17           | Перша ліга               | 7         | 2         | 2     | 0     | —          | —          | —         | —         | 9      | 2      |
| Работнічкі              | 2017–18           | Перша ліга               | 2         | 0         | 0     | 0     | —          | —          | —         | —         | 2      | 0      |
| Македонія Гьорче Петров | 2018–19           | Перша ліга               | 5         | 1         | 3     | 1     | —          | —          | —         | —         | 8      | 2      |
| Ренова                  | 2018–19           | Перша ліга               | 7         | 3         | 0     | 0     | —          | —          | —         | —         | 7      | 3      |
| Ренова                  | 2019–20           | Перша ліга               | 18        | 2         | 3     | 1     | —          | —          | —         | —         | 21     | 3      |
| Ренова                  | Всього            | Всього                   | 25        | 5         | 3     | 1     | —          | —          | —         | —         | 28     | 6      |
| МТК                     | 2020–21           | Національний чемпіонат I | 26        | 7         | 3     | 2     | —          | —          | —         | —         | 29     | 9      |
| МТК                     | 2021–22           | Національний чемпіонат I | 30        | 8         | 1     | 2     | —          | —          | —         | —         | 31     | 10     |
| МТК                     | Всього            | Всього                   | 56        | 15        | 4     | 4     | —          | —          | —         | —         | 60     | 19     |
| Абердін                 | 2022–23           | Прем'єршип               | 37        | 16        | 1     | 0     | 4          | 2          | —         | —         | 42     | 18     |
| Абердін                 | 2023–24           | Прем'єршип               | 38        | 16        | 4     | 4     | 4          | 2          | 7         | 4         | 53     | 26     |
| Абердін                 | 2024–25           | Прем'єршип               | 2         | 0         | 0     | 0     | 1          | 0          | —         | —         | 3      | 0      |
| Абердін                 | Всього            | Всього                   | 77        | 32        | 5     | 4     | 9          | 4          | 7         | 4         | 98     | 44     |
| Жирона                  | 2024–25           | Ла-Ліга                  | 17        | 2         | 1     | 2     | 0          | 0          | 4         | 0         | 22     | 4      |
| Всього за кар'єру       | Всього за кар'єру | Всього за кар'єру        | 189       | 57        | 18    | 10    | 9          | 4          | 11        | 4         | 227    | 75     |

1. ↑  Кубок Північної Македонії, Кубок Угорщини, Кубок Шотландії
2. ↑  Кубок шотландської ліги
3. ↑  2 матчі та 2 голи в Лізі Європи УЄФА, 5 матчів і 2 голи в Лізі конференцій УЄФА
4. ↑  Матчі в Лізі чемпіонів УЄФА

### Міжнародна статистика
Станом на 9 червня 2025 
| Збірна             | Сезон             | Товариські | Товариські | Офіційні | Офіційні | Всього | Всього |
| Збірна             | Сезон             | Матчі      | Голи       | Матчі    | Голи     | Матчі  | Голи   |
| ------------------ | ----------------- | ---------- | ---------- | -------- | -------- | ------ | ------ |
| Північна Македонія |                   |            |            |          |          |        |        |
| 2021               | 0                 | 0          | 4          | 0        | 4        | 0      |        |
| 2022               | 1                 | 0          | 8          | 1        | 9        | 1      |        |
| 2023               | 1                 | 1          | 6          | 0        | 7        | 1      |        |
| 2024               | 0                 | 0          | 9          | 4        | 9        | 4      |        |
| 2025               | 0                 | 0          | 4          | 2        | 4        | 2      |        |
| Всього за кар'єру  | Всього за кар'єру | 2          | 1          | 31       | 8        | 33     | 8      |

### Матчі за збірну
Станом на 9 червня 2025 
| Матчі Бояна Міовського за збірну Північної Македонії | Матчі Бояна Міовського за збірну Північної Македонії | Матчі Бояна Міовського за збірну Північної Македонії | Матчі Бояна Міовського за збірну Північної Македонії | Матчі Бояна Міовського за збірну Північної Македонії | Матчі Бояна Міовського за збірну Північної Македонії | Матчі Бояна Міовського за збірну Північної Македонії | Матчі Бояна Міовського за збірну Північної Македонії |
| №                                                    | Дата                                                 | Суперник                                             | Рахунок                                              | Голи                                                 | Картки                                               | Хвилини                                              | Змагання                                             |
| ---------------------------------------------------- | ---------------------------------------------------- | ---------------------------------------------------- | ---------------------------------------------------- | ---------------------------------------------------- | ---------------------------------------------------- | ---------------------------------------------------- | ---------------------------------------------------- |
| 1                                                    | 8 жовтня 2021                                        | Ліхтенштейн                                          | 4–0                                                  |                                                      |                                                      | 29'                                                  | Відбіркові матчі ЧС-2022                             |
| 2                                                    | 11 жовтня 2021                                       | Німеччина                                            | 0–4                                                  |                                                      |                                                      | 32'                                                  | Відбіркові матчі ЧС-2022                             |
| 3                                                    | 11 листопада 2021                                    | Вірменія                                             | 5–0                                                  |                                                      |                                                      | 7'                                                   | Відбіркові матчі ЧС-2022                             |
| 4                                                    | 14 листопада 2021                                    | Ісландія                                             | 3–1                                                  |                                                      | 83'                                                  | 13'                                                  | Відбіркові матчі ЧС-2022                             |
| 5                                                    | 24 березня 2022                                      | Італія                                               | 1–0                                                  |                                                      |                                                      | 18'                                                  | Відбіркові матчі ЧС-2022 (плей-оф)                   |
| 6                                                    | 29 березня 2022                                      | Португалія                                           | 0–2                                                  |                                                      |                                                      | 45'                                                  | Відбіркові матчі ЧС-2022 (плей-оф)                   |
| 7                                                    | 2 червня 2022                                        | Болгарія                                             | 1–1                                                  |                                                      |                                                      | 45'                                                  | Ліга Націй 2022–23 (С)                               |
| 8                                                    | 5 червня 2022                                        | Гібралтар                                            | 2–0                                                  |                                                      |                                                      | 33'                                                  | Ліга Націй 2022–23 (С)                               |
| 9                                                    | 9 червня 2022                                        | Грузія                                               | 0–3                                                  |                                                      |                                                      | 19'                                                  | Ліга Націй 2022–23 (С)                               |
| 10                                                   | 12 червня 2022                                       | Гібралтар                                            | 4–0                                                  | 1                                                    |                                                      | 62'                                                  | Ліга Націй 2022–23 (С)                               |
| 11                                                   | 23 вересня 2022                                      | Грузія                                               | 0–2                                                  |                                                      |                                                      | 90'                                                  | Ліга Націй 2022–23 (С)                               |
| 12                                                   | 26 вересня 2022                                      | Болгарія                                             | 0–1                                                  |                                                      | 27'                                                  | 61'                                                  | Ліга Націй 2022–23 (С)                               |
| 13                                                   | 17 листопада 2022                                    | Фінляндія                                            | 1–0                                                  |                                                      |                                                      | 45'                                                  | Товариський матч                                     |
| 14                                                   | 23 березня 2023                                      | Мальта                                               | 2–1                                                  |                                                      | 60'                                                  | 78'                                                  | Відбіркові матчі ЧЄ-2024                             |
| 15                                                   | 27 березня 2023                                      | Фарерські острови                                    | 1–0                                                  | 1                                                    |                                                      | 36'                                                  | Товариський матч                                     |
| 16                                                   | 9 вересня 2023                                       | Італія                                               | 1–1                                                  |                                                      |                                                      | 90'                                                  | Відбіркові матчі ЧЄ-2024                             |
| 17                                                   | 12 вересня 2023                                      | Мальта                                               | 2–0                                                  |                                                      |                                                      | 90'                                                  | Відбіркові матчі ЧЄ-2024                             |
| 18                                                   | 14 жовтня 2023                                       | Україна                                              | 0–2                                                  |                                                      |                                                      | 84'                                                  | Відбіркові матчі ЧЄ-2024                             |
| 19                                                   | 17 листопада 2023                                    | Італія                                               | 2–5                                                  |                                                      |                                                      | 25'                                                  | Відбіркові матчі ЧЄ-2024                             |
| 20                                                   | 20 листопада 2023                                    | Англія                                               | 1–1                                                  |                                                      |                                                      | 75'                                                  | Відбіркові матчі ЧЄ-2024                             |
| 21                                                   | 22 березня 2024                                      | Молдова                                              | 1–0                                                  | 1                                                    |                                                      | 77'                                                  | Товариський матч                                     |
| 22                                                   | 25 березня 2024                                      | Чорногорія                                           | 0–1                                                  |                                                      |                                                      | 59'                                                  | Товариський матч                                     |
| 23                                                   | 3 червня 2024                                        | Хорватія                                             | 0–3                                                  |                                                      |                                                      | 67'                                                  | Товариський матч                                     |
| 24                                                   | 7 вересня 2024                                       | Фарерські острови                                    | 1–1                                                  |                                                      |                                                      | 90'                                                  | Ліга націй УЄФА 2024–25 (С)                          |
| 25                                                   | 10 вересня 2024                                      | Вірменія                                             | 1–0                                                  | 1                                                    |                                                      | 90'                                                  | Ліга націй УЄФА 2024–25 (С)                          |
| 26                                                   | 10 жовтня 2024                                       | Латвія                                               | 3–0                                                  |                                                      |                                                      | 85'                                                  | Ліга націй УЄФА 2024–25 (С)                          |
| 27                                                   | 13 жовтня 2024                                       | Вірменія                                             | 2–0                                                  | 1                                                    |                                                      | 79'                                                  | Ліга націй УЄФА 2024–25 (С)                          |
| 28                                                   | 14 листопада 2024                                    | Латвія                                               | 1–0                                                  |                                                      |                                                      | 90'                                                  | Ліга націй УЄФА 2024–25 (С)                          |
| 29                                                   | 17 листопада 2024                                    | Фарерські острови                                    | 1–0                                                  | 1                                                    |                                                      | 88'                                                  | Ліга націй УЄФА 2024–25 (С)                          |
| 30                                                   | 22 березня 2025                                      | Ліхтенштейн                                          | 3–0                                                  | 1                                                    |                                                      | 90'                                                  | Відбіркові матчі ЧС-2026                             |
| 31                                                   | 25 березня 2025                                      | Уельс                                                | 1–1                                                  | 1                                                    | 90'                                                  | 90'                                                  | Відбіркові матчі ЧС-2026                             |
| 32                                                   | 6 червня 2025                                        | Бельгія                                              | 1–1                                                  |                                                      |                                                      | 85'                                                  | Відбіркові матчі ЧС-2026                             |
| 33                                                   | 9 червня 2025                                        | Казахстан                                            | 1–0                                                  |                                                      |                                                      | 67'                                                  | Відбіркові матчі ЧС-2026                             |

Всього: 33 матчі / 8 голів; 16 перемог, 8 нічиїх, 9 поразок.